# KK Šibenka
Le Košarkarški Klub Šibenka est un club croate de basket-ball basé à Šibenik. Le club a, de plus, participé à la Ligue adriatique.

## Historique
Le club dispute deux finales de Coupe Korać grâce au talent de Dražen Petrović, finales perdues contre le CSP Limoges. En 1983, le club remporte dans un premier temps le championnat de Yougoslavie. La Fédération annule ensuite ce titre, car les lancers francs marqués par Petrović sont effectués après que le temps réglementaire soit écoulé. Šibenka refuse de disputer une nouvelle fois la rencontre sur terrain neutre et ne rend pas les médailles commémorant ce titre.
En 2010, le club est en cessation de paiement et liquidé.

## Palmarès
- Finaliste de la Coupe Korać : 1982, 1983

## Entraîneurs successifs
- Depuis ? : -
- 1984 - 1989 :  Dušan Ivković

## Joueurs célèbres ou marquants
- Dražen Petrović
- Luka Žorić
- Brandon Brown